# أرماند كول
أرماند كول (بالفرنسية: Armand Kohl)‏ هو نقاش فرنسي، (و. 1845 – 1897 م).